# Thế vận hội Mùa đông 2014
Thế vận hội Mùa đông 2014 hay Thế vận hội Mùa đông lần thứ XXII (tiếng Anh: 2014 Winter Olympics) là Thế vận hội Mùa đông lần thứ 22, được tổ chức tại Sochi (Nga) vào đầu tháng 2 năm 2014. Ngày 5 tháng 7 năm 2007, Ủy ban Olympic Quốc tế (IOC) đã tổ chức cuộc bỏ phiếu kín tại thành phố Guatemala để chọn nước chủ nhà của Olympic mùa đông. Sochi đã vượt qua 2 thành phố khác là Salzburg (Áo), Pyeongchang (Hàn Quốc). Tuy nhiên, người ta đang lo ngại về kỳ Olympic mùa đông này, nhất là khi Sochi lại nằm ở vùng rất nhạy cảm: khá gần các quốc gia ở Bắc Kavkaz thuộc Nga, nơi mà các chiến binh Hồi giáo cực đoan hay hoạt động. Thêm nữa, việc Dokka Umarov, trùm thủ lĩnh phiến quân, kêu gọi khủng bố Thế vận hội, đã làm Tổng thống Nga Vladimir Putin phải ban bố thiết quân luật ở Sochi để đảm bảo an toàn.
Tại Thế vận hội Sochi 2014, nước Nga đã mất cả năm trời để trữ kho đủ tuyết trước ngày khai mạc (dự trữ lượng tuyết đã rơi từ mùa trước). Trong thời gian thi đấu, thời tiết ấm khiến tuyết tan chảy, nên vào phút cuối, chủ nhà phải nhập ngay 24 tấn muối từ Thụy Sĩ để làm cứng tuyết.

## Kết quả bầu chọn
| \| Thành phố \| Quốc gia (NOC) \| Vòng 1 \| Vòng 2 \| \| Sochi \| Nga \| 34 \| 51 \| \| Pyeongchang \| Hàn Quốc \| 36 \| 47 \| \| Salzburg \| Áo \| 25 \| — \| |                |        |        |
| Kết quả bầu chọn chủ nhà Thế vận hội Mùa đông 2014 |                |        |        |
| Thành phố | Quốc gia (NOC) | Vòng 1 | Vòng 2 |
| Sochi | Nga            | 34     | 51     |
| Pyeongchang | Hàn Quốc       | 36     | 47     |
| Salzburg | Áo             | 25     | —      |

## Đoàn thể thao
| \| - Albania (2) - Andorra (6) - Argentina (7) - Armenia (4) - Úc (61) - Áo (130) - Azerbaijan (4) - Belarus (24) - Bỉ (7) - Bermuda (1) - Bosna và Hercegovina (5) - Brasil (13) - Quần đảo Virgin thuộc Anh (1) - Bulgaria (18) - Canada (221) - Quần đảo Cayman (1) - Chile (6) - Trung Quốc (66) - Croatia (11) - Síp (2) - Cộng hòa Séc (85) - Đan Mạch (12) \| - Dominica (2) - Estonia (24) - Phần Lan (103) - Pháp (105) - Gruzia (4) - Đức (153) - Anh Quốc (56) - Hy Lạp (7) - Hồng Kông (1) - Hungary (16) - Iceland (5) - Ấn Độ (3)[a] - Iran (5) - Ireland (5) - Israel (5) - Ý (113) - Jamaica (2) - Nhật Bản (113) - Kazakhstan (52) - Hàn Quốc (71) - Kyrgyzstan (1) - Latvia (58) \| - Liban (2) - Liechtenstein (4) - Litva (9) - Luxembourg (1) - Macedonia (3) - Malta (1) - México (1) - Moldova (4) - Monaco (5) - Mông Cổ (2) - Montenegro (2) - Maroc (2) - Nepal (1) - Hà Lan (41) - New Zealand (15) - Na Uy (134) - Pakistan (1) - Paraguay (1) - Perú (3) - Philippines (1) - Ba Lan (59) - Bồ Đào Nha (2) \| - România (24) - Nga (226) - San Marino (2) - Serbia (8) - Slovakia (62) - Slovenia (66) - Tây Ban Nha (20) - Thụy Điển (106) - Thụy Sĩ (168) - Đài Bắc Trung Hoa (3) - Tajikistan (1) - Thái Lan (2) - Đông Timor (1) - Togo (2) - Tonga (1) - Thổ Nhĩ Kỳ (6) - Ukraina (43) - Hoa Kỳ (230) - Uzbekistan (3) - Venezuela (1) - Quần đảo Virgin thuộc Mỹ (1) - Zimbabwe (1) \| | | | |
| - Albania (2) - Andorra (6) - Argentina (7) - Armenia (4) - Úc (61) - Áo (130) - Azerbaijan (4) - Belarus (24) - Bỉ (7) - Bermuda (1) - Bosna và Hercegovina (5) - Brasil (13) - Quần đảo Virgin thuộc Anh (1) - Bulgaria (18) - Canada (221) - Quần đảo Cayman (1) - Chile (6) - Trung Quốc (66) - Croatia (11) - Síp (2) - Cộng hòa Séc (85) - Đan Mạch (12) | - Dominica (2) - Estonia (24) - Phần Lan (103) - Pháp (105) - Gruzia (4) - Đức (153) - Anh Quốc (56) - Hy Lạp (7) - Hồng Kông (1) - Hungary (16) - Iceland (5) - Ấn Độ (3)[a] - Iran (5) - Ireland (5) - Israel (5) - Ý (113) - Jamaica (2) - Nhật Bản (113) - Kazakhstan (52) - Hàn Quốc (71) - Kyrgyzstan (1) - Latvia (58) | - Liban (2) - Liechtenstein (4) - Litva (9) - Luxembourg (1) - Macedonia (3) - Malta (1) - México (1) - Moldova (4) - Monaco (5) - Mông Cổ (2) - Montenegro (2) - Maroc (2) - Nepal (1) - Hà Lan (41) - New Zealand (15) - Na Uy (134) - Pakistan (1) - Paraguay (1) - Perú (3) - Philippines (1) - Ba Lan (59) - Bồ Đào Nha (2) | - România (24) - Nga (226) - San Marino (2) - Serbia (8) - Slovakia (62) - Slovenia (66) - Tây Ban Nha (20) - Thụy Điển (106) - Thụy Sĩ (168) - Đài Bắc Trung Hoa (3) - Tajikistan (1) - Thái Lan (2) - Đông Timor (1) - Togo (2) - Tonga (1) - Thổ Nhĩ Kỳ (6) - Ukraina (43) - Hoa Kỳ (230) - Uzbekistan (3) - Venezuela (1) - Quần đảo Virgin thuộc Mỹ (1) - Zimbabwe (1) |

| - Albania (2) - Andorra (6) - Argentina (7) - Armenia (4) - Úc (61) - Áo (130) - Azerbaijan (4) - Belarus (24) - Bỉ (7) - Bermuda (1) - Bosna và Hercegovina (5) - Brasil (13) - Quần đảo Virgin thuộc Anh (1) - Bulgaria (18) - Canada (221) - Quần đảo Cayman (1) - Chile (6) - Trung Quốc (66) - Croatia (11) - Síp (2) - Cộng hòa Séc (85) - Đan Mạch (12) | - Dominica (2) - Estonia (24) - Phần Lan (103) - Pháp (105) - Gruzia (4) - Đức (153) - Anh Quốc (56) - Hy Lạp (7) - Hồng Kông (1) - Hungary (16) - Iceland (5) - Ấn Độ (3)[a] - Iran (5) - Ireland (5) - Israel (5) - Ý (113) - Jamaica (2) - Nhật Bản (113) - Kazakhstan (52) - Hàn Quốc (71) - Kyrgyzstan (1) - Latvia (58) | - Liban (2) - Liechtenstein (4) - Litva (9) - Luxembourg (1) - Macedonia (3) - Malta (1) - México (1) - Moldova (4) - Monaco (5) - Mông Cổ (2) - Montenegro (2) - Maroc (2) - Nepal (1) - Hà Lan (41) - New Zealand (15) - Na Uy (134) - Pakistan (1) - Paraguay (1) - Perú (3) - Philippines (1) - Ba Lan (59) - Bồ Đào Nha (2) | - România (24) - Nga (226) - San Marino (2) - Serbia (8) - Slovakia (62) - Slovenia (66) - Tây Ban Nha (20) - Thụy Điển (106) - Thụy Sĩ (168) - Đài Bắc Trung Hoa (3) - Tajikistan (1) - Thái Lan (2) - Đông Timor (1) - Togo (2) - Tonga (1) - Thổ Nhĩ Kỳ (6) - Ukraina (43) - Hoa Kỳ (230) - Uzbekistan (3) - Venezuela (1) - Quần đảo Virgin thuộc Mỹ (1) - Zimbabwe (1) |

| Tham dự năm 2010 nhưng không tham dự năm 2014.                      | Tham dự năm 2014 nhưng không tham dự năm 2010. |
| ------------------------------------------------------------------- | --- |
| Colombia · Ethiopia · Ghana · CHDCND Triều Tiên · Sénégal · Nam Phi | Quần đảo Virgin thuộc Anh · Dominica · Luxembourg · Malta · Paraguay · Philippines · Thái Lan · Đông Timor · Togo · Tonga · Venezuela · Quần đảo Virgin thuộc Mỹ · Zimbabwe |

## Huy chương
Chú giải
  *   Quốc gia đăng cai (Nga)
| 1                  | Nga                | 13 | 11 | 9  | 33  |
| 2                  | Na Uy              | 11 | 5  | 10 | 26  |
| 3                  | Canada             | 10 | 10 | 5  | 25  |
| 4                  | Hoa Kỳ             | 9  | 7  | 12 | 28  |
| 5                  | Hà Lan             | 8  | 7  | 9  | 24  |
| 6                  | Đức                | 8  | 6  | 5  | 19  |
| 7                  | Thụy Sĩ            | 6  | 3  | 2  | 11  |
| 8                  | Belarus            | 5  | 0  | 1  | 6   |
| 9                  | Áo                 | 4  | 8  | 5  | 17  |
| 10                 | Pháp               | 4  | 4  | 7  | 15  |
| 11                 | Ba Lan             | 4  | 1  | 1  | 6   |
| 12                 | Trung Quốc         | 3  | 4  | 2  | 9   |
| 13                 | Hàn Quốc           | 3  | 3  | 2  | 8   |
| 14                 | Thụy Điển          | 2  | 7  | 6  | 15  |
| 15                 | Séc                | 2  | 4  | 2  | 8   |
| 16                 | Slovenia           | 2  | 2  | 4  | 8   |
| 17                 | Nhật Bản           | 1  | 4  | 3  | 8   |
| 18                 | Phần Lan           | 1  | 3  | 1  | 5   |
| 19                 | Anh Quốc           | 1  | 1  | 2  | 4   |
| 20                 | Ukraina            | 1  | 0  | 1  | 2   |
| 21                 | Slovakia           | 1  | 0  | 0  | 1   |
| 22                 | Ý                  | 0  | 2  | 6  | 8   |
| 23                 | Latvia             | 0  | 2  | 2  | 4   |
| 24                 | Úc                 | 0  | 2  | 1  | 3   |
| 25                 | Croatia            | 0  | 1  | 0  | 1   |
| 26                 | Kazakhstan         | 0  | 0  | 1  | 1   |
| Tổng (26 quốc gia) | Tổng (26 quốc gia) | 99 | 97 | 99 | 295 |

## Chỉ trích

### Xử tù nhà hoạt động môi trường
Nhà hoạt động môi trường Jewgeni Witischko bị xử tù lao động 3 năm. Ông đã tố cáo những thiệt hại về môi trường trong việc xây dựng chuẩn bị cho Thế vận hội Mùa đông 2014 bằng cách treo một áp phích phản đối tại một biệt thự, được xây không có giấy phép, của chủ tịch vùng này. Với lý do là làm hư hại tài sản nên ông bị tòa phạt tù. Human Rights Watch cho đó là một vụ án chính trị.
Theo phân tích công bố trên tạp chí Nature Sustainability Olympic Salt Lake City 2002 tổ chức tại Mỹ đứng đầu bảng trong khi Olympic Rio de Janeiro 2016 và Olympic Sochi 2014 xếp cuối danh sách trong thực hiện các biện pháp bền vững bảo vệ môi trường.

## Doping
Theo giám đốc của phòng thí nghiệm chống doping Nga lúc đó, Grigory Rodchenkov, hàng chục vận động viên Nga tại thế vận hội mùa Đông 2014 ở Sochi, bao gồm ít nhất 15 người đoạt được huy chương, là một phần của hệ thống doping do nhà nước hỗ trợ, hoạch định tỉ mỉ trong nhiều năm để bảo đảm ưu thế trong cuộc thi.
Grigory Rodchenkov phát triển cho các vận động viên Nga một hỗn hợp từ ba loại thuốc Doping khác nhau và đánh đổi vào ban đêm mẫu nước tiểu. Trong số những VĐV có nhà vô địch trượt tuyết băng đồng Alexander Legkow (huy chương vàng 50 km, bạc với đồng đội 4x10-km), VĐV Skeleton Alexander Tretjakow (huy chương vàng) cũng như đội nữ Khúc côn cầu trên băng (hạng 6). Subkow, Legkow và Tretjakow chối bỏ những lời cáo buộc cũng như chính quyền Nga. Cơ quan phòng chống doping thế giới (WADA) xác nhận bản báo cáo này.
Trong tháng 12 năm 2016, The New York Times đưa tin rằng Nga (sau nhiều năm phủ nhận) cuối cùng đã thừa nhận rằng các quan chức cấp cao của Nga thực hiện một trong những âm mưu lớn nhất trong lịch sử thể thao—một chiến dịch doping sâu rộng mà liên quan đến số huy chương đạt được của các vận động viên Nga và làm ô uế không chỉ Thế vận hội Mùa đông 2014 ở Sochi mà còn toàn bộ phong trào Thế vận hội. Nó được xác nhận rằng một giám đốc phòng thí nghiệm giả mạo các mẫu nước tiểu tại Thế vận hội và cung cấp hỗn hợp các loại thuốc tăng cường hiệu suất, làm hư hỏng một số các cuộc thi có uy tín nhất trên thế giới. Thành viên của Cơ quan An ninh Liên bang (cơ quan kế thừa của K.G.B.) đã mở các chai mẫu giữ nước tiểu. Ngoài ra, một thứ trưởng thể thao trong nhiều năm qua ra lệnh che đậy việc các vận động viên hàng đầu sử dụng các chất bị cấm. Anna Antseliovich, Tổng giám đốc lâm thời của cơ quan antidoping quốc gia Nga gọi chương trình gian lận này của Nga là một "âm mưu cơ chế." ("institutional conspiracy.")
Ủy ban Olympic quốc tế đưa ra ngay trước Giáng sinh 2016 một thủ tục kỷ luật đối với 28 người tham gia của Nga tại vận hội mùa đông ở Sochi vì nghi ngờ doping. Liên đoàn trượt tuyết thế giới và Hiệp hội Thế giới Biathlon (Hai môn phối hợp) tạm cấm sau đó một số vận động viên Nga.

## Phát sóng
Thế vận hội mùa đông 2014 các môn thi đấu tường thuật trực tiếp trên VTV3 và VTV6.